# Dernbach (Bleidenbach)
Der Dernbach ist der etwa 1,5 km lange, rechte und südöstliche Quellbach des Bleidenbachs und wird zuweilen auch als dessen Zufluss angesehen. Er fließt auf dem Gebiet der Gemeinde Weilmünster im hessischen Landkreis Limburg-Weilburg.

## Verlauf
Der Dernbach entspringt offiziell im Hasselborner Hintertaunus auf einer Höhe von 320 m ü. NHN in der Flur Auf dem Hohlacker nordöstlich des Hofes Dernbach und gut achthundert Meter südöstlich des Weilmünsterer Ortsteils Laubuseschbach. Seine Quelle liegt in einem Feld am nordwestlichen Fuße des Hasenberges (358 m). Ein etwa einen halben Kilometer langer und nur intermittierend Wasser führender Oberlauf entspringt in der Flur Im Hasenboden (◒).
Der Dernbach fließt zunächst in Richtung Nordwesten am nordöstlichen Fuße des Alteberges (360 m) entlang. In der Flur Im Kesselweiher läuft er durch Grünland am Lindenhof vorbei, wechselt dann in der Flur Oben in der Dernbach nach Nordnordwesten und kurz danach wieder nach Nordwesten. Er zieht nun zwischen den Fluren Unten in der Dernbach und Ober der Dernbach durch einen rechts und links von Laubwald gesäumten Grünstreifen und dreht dabei mehr und mehr nach Norden. In der Flur In der Oberau fließt er nunmehr in Richtung Norden durch ein Wäldchen und verschwindet bei der ehemaligen Grube Schöne Aussicht in einer Dole im Untergrund.
In dieser erreicht er den Südrand des Dorfes Laubuseschbach und tritt kurz danach wieder an die Oberfläche. Er dreht nun nach Nordwesten, fließt dann wieder unterirdisch verrohrt und vereinigt sich schließlich westlich der Ecke Laubusstraße/Bachstraße auf einer Höhe von etwa 263 m mit dem Eschbach zum Bleidenbach.

## Daten
Der Dernbach ist ein grobmaterialreicher und silikatischer Mittelgebirgsbach. Er entwässert über den Bleidenbach, die Weil, die Lahn und den Rhein in die Nordsee. Der Höhenunterschied von seiner Quelle bis zu seiner Mündung beträgt 57 m, was bei einer Lauflänge von 1,5 km einem mittleren Sohlgefälle von 38 ‰ entspricht.